# Willa Z. Silverman
Willa Zahava Silverman (1959) es una autora estadounidense.
Graduada en Harvard, se doctoró en Estudios Franceses en la Universidad de Nueva York. Ha publicado obras como The Notorious Life of Gyp: Right-Wing Anarchist in Fin-de-Siècle France (1995), una biografía de Sibylle Riqueti de Mirabeau —traducida en 1998 al francés como Gyp, la dernière des Mirabeau, con prólogo de Michael Winock—, y The New Bibliopolis: French Book Collectors and the Culture of Print 1880—1914 (2008).